# 최익진
최익진(1997년 5월 3일 ~ )은 대한민국의 축구 선수로, 포지션은 미드필더와 풀백을 두루 소화한다. 현재 부산 아이파크 소속이다.

## 클럽 경력
최익진은 전남 드래곤즈의 산하 유소년 팀인 광양제철고등학교 출신으로, 2015년 백운기 대회 우승 및 K리그 주니어 대회 초대 우승을 이끌어냈다. 최익진은 K리그 주니어에서 최우수 선수상을 수상하기도 하였다. 이후 전남의 우선지명을 받고 아주대학교 축구부에 입단하였다.
2018시즌을 앞두고 전남 드래곤즈와 프로 계약을 체결하였다. 그러나 최익진은 훈련 도중 오른쪽 발목 인대가 파열되는가 하면, 복숭아뼈가 골절되기도 하면서 데뷔시즌을 통째로 날리고 말았다. 전남은 해당시즌 최하위로 강등되었다.
2021시즌을 앞두고 K리그2의 대전 하나 시티즌으로 이적했다.
2022시즌을 앞두고 진주시민축구단으로 임대 이적했다.